# Campeonato da Europa de Atletismo de 2016 - Heptatlo feminino
A prova do heptatlo feminino do Campeonato da Europa de Atletismo de 2016 foi disputada entre os dias 8 e 9 de julho de 2016 no Estádio Olímpico de Amsterdã em Amesterdão,  nos Países Baixos. 

## Recordes
Antes desta competição, os recordes mundiais e do campeonato nesta prova eram os seguintes:
|                       | Nome                 | Nacionalidade  | Pontos | Local     | Data                   |
| --------------------- | -------------------- | -------------- | ------ | --------- | ---------------------- |
| Recorde mundial       | Jackie Joyner-Kersee | Estados Unidos | 7291   | Seul      | 24 de setembro de 1988 |
| Recorde do campeonato | Jessica Ennis        | Reino Unido    | 6823   | Barcelona | 31 de julho de 2010    |
| Recorde europeu       | Carolina Klüft       | Suécia         | 7032   | Osaka     | 26 de maio de 2007     |

## Medalhistas
| Ouro               | Prata                        | Bronze            |
| Anouk Vetter (NED) | Antoinette Nana Djimou (FRA) | Ivona Dadic (AUT) |

## Cronograma
Todos os horários são locais (UTC+2).
| Data       | Horário | Fase                     |
| ---------- | ------- | ------------------------ |
| 8 de julho | 12:15   | 100 metros com barreiras |
| 8 de julho | 13:00   | Salto em altura          |
| 8 de julho | 18:05   | Arremesso de peso        |
| 8 de julho | 20:00   | 200 metros               |
| 9 de julho | 13:00   | Salto em distância       |
| 9 de julho | 14:20   | Lançamento de dardo      |
| 9 de julho | 20:45   | 800 metros               |

## Resultados

### 100 metros com barreiras
| Posição | Bateria | Atleta                   | Nacionalidade | Tempo | Notas                | Pontos |
| ------- | ------- | ------------------------ | ------------- | ----- | -------------------- | ------ |
| 1       | 3       | Antoinette Nana Djimou   | França        | 13.26 | Recorde da temporada | 1086   |
| 2       | 3       | Anouk Vetter             | Países Baixos | 13.29 | Recorde pessoal      | 1081   |
| 3       | 3       | Katerina Cachová         | Chéquia       | 13.33 |                      | 1075   |
| 4       | 2       | Xénia Krizsán            | Hungria       | 13.53 |                      | 1046   |
| 5       | 2       | Anna Maiwald             | Alemanha      | 13.54 |                      | 1044   |
| 6       | 3       | Grit Šadeiko             | Estónia       | 13.58 | Recorde da temporada | 1039   |
| 7       | 3       | Hanna Kasyanova          | Ucrânia       | 13.59 |                      | 1037   |
| 8       | 3       | Linda Züblin             | Suíça         | 13.62 | =                    | 1033   |
| 9       | 2       | Nadine Broersen          | Países Baixos | 13.70 |                      | 1021   |
| 10      | 2       | Sofia Ifantidou          | Grécia        | 13.79 |                      | 1008   |
| 11      | 2       | Ivona Dadic              | Áustria       | 13.83 |                      | 1003   |
| 12      | 1       | Györgyi Zsivoczky-Farkas | Hungria       | 13.89 | Recorde da temporada | 994    |
| 13      | 1       | Michelle Zeltner         | Suíça         | 13.93 | Recorde pessoal      | 988    |
| 14      | 1       | Verena Preiner           | Áustria       | 13.94 | Recorde pessoal      | 987    |
| 15      | 1       | Mari Klaup               | Estónia       | 14.02 |                      | 976    |
| 15      | 2       | Valérie Reggel           | Suíça         | 14.02 | Recorde da temporada | 976    |
| 17      | 2       | Katsiaryna Netsviatayeva | Bielorrússia  | 14.20 |                      | 950    |
| 18      | 1       | Austra Skujyte           | Lituânia      | 14.25 | Recorde da temporada | 943    |
| 19      | 1       | Yana Maksimava           | Bielorrússia  | 14.47 |                      | 913    |
| 20      | 1       | Morgan Lake              | Grã-Bretanha  | 14.72 |                      | 879    |
| 21      | 3       | Karolina Tymińska        | Polónia       | DNF   |                      | 0      |

### Salto em altura
| Posição | Grupo | Atleta                   | Nacionalidade | 1.50 | 1.53 | 1.56 | 1.59 | 1.62 | 1.65 | 1.68 | 1.71 | 1.74 | 1.77 | 1.80 | 1.83 | 1.86 | 1.89 | 1.92 | Resultados | Notas                | Pontos | Total |
| ------- | ----- | ------------------------ | ------------- | ---- | ---- | ---- | ---- | ---- | ---- | ---- | ---- | ---- | ---- | ---- | ---- | ---- | ---- | ---- | ---------- | -------------------- | ------ | ----- |
| 1       | B     | Morgan Lake              | Grã-Bretanha  | –    | –    | –    | –    | –    | –    | –    | –    | –    | –    | o    | xo   | o    | xo   | xxx  | 1.89       |                      | 1093   | 1972  |
| 2       | B     | Györgyi Zsivoczky-Farkas | Hungria       | –    | –    | –    | –    | –    | o    | o    | o    | o    | xo   | o    | xxx  |      |      |      | 1.80       |                      | 978    | 1972  |
| 3       | B     | Austra Skujyte           | Lituânia      | –    | –    | –    | –    | –    | o    | –    | xo   | o    | o    | xxo  | xxx  |      |      |      | 1.80       | =                    | 978    | 1921  |
| 4       | A     | Michelle Zeltner         | Suíça         | –    | –    | –    | –    | –    | o    | o    | o    | o    | xxo  | xxx  |      |      |      |      | 1.77       | Recorde da temporada | 941    | 1929  |
| 5       | B     | Yana Maksimava           | Bielorrússia  | –    | –    | –    | –    | –    | –    | –    | xo   | o    | xxo  | xxx  |      |      |      |      | 1.77       |                      | 941    | 1854  |
| 5       | B     | Hanna Kasyanova          | Ucrânia       | –    | –    | –    | –    | –    | o    | o    | o    | xo   | xxo  | xxx  |      |      |      |      | 1.77       | Recorde da temporada | 941    | 1978  |
| 7       | A     | Ivona Dadic              | Áustria       | –    | –    | –    | –    | –    | xo   | xo   | o    | o    | xxo  | xxx  |      |      |      |      | 1.77       | Recorde da temporada | 941    | 1944  |
| 8       | B     | Xénia Krizsán            | Hungria       | –    | –    | –    | –    | –    | xo   | o    | o    | o    | xxx  |      |      |      |      |      | 1.74       |                      | 903    | 1949  |
| 9       | B     | Nadine Broersen          | Países Baixos | –    | –    | –    | –    | –    | –    | –    | xo   | xxo  | xxx  |      |      |      |      |      | 1.74       |                      | 903    | 1924  |
| 10      | B     | Mari Klaup               | Estónia       | –    | –    | –    | –    | –    | o    | xo   | xo   | xxo  | xxx  |      |      |      |      |      | 1.74       |                      | 903    | 1879  |
| 11      | B     | Anouk Vetter             | Países Baixos | –    | –    | –    | –    | o    | o    | xxo  | xo   | xxo  | xxx  |      |      |      |      |      | 1.74       |                      | 903    | 1984  |
| 12      | B     | Antoinette Nana Djimou   | França        | –    | –    | –    | –    | o    | o    | o    | o    | xxx  |      |      |      |      |      |      | 1.71       |                      | 867    | 1953  |
| 13      | A     | Verena Preiner           | Áustria       | –    | –    | o    | o    | o    | o    | xxo  | o    | xxx  |      |      |      |      |      |      | 1.71       | Recorde pessoal      | 867    | 1854  |
| 14      | A     | Katsiaryna Netsviatayeva | Bielorrússia  | –    | –    | –    | o    | o    | o    | o    | xo   | xxx  |      |      |      |      |      |      | 1.71       |                      | 867    | 1817  |
| 15      | A     | Anna Maiwald             | Alemanha      | –    | –    | o    | o    | xo   | o    | xxo  | xxx  |      |      |      |      |      |      |      | 1.68       | =                    | 830    | 1874  |
| 16      | A     | Grit Šadeiko             | Estónia       | –    | –    | –    | –    | o    | xo   | xxx  |      |      |      |      |      |      |      |      | 1.65       |                      | 795    | 1834  |
| 17      | A     | Sofia Ifantidou          | Grécia        | –    | o    | o    | o    | xxo  | xxo  | xxx  |      |      |      |      |      |      |      |      | 1.65       | Recorde da temporada | 795    | 1803  |
| 18      | B     | Katerina Cachová         | Chéquia       | –    | –    | –    | –    | o    | xxx  |      |      |      |      |      |      |      |      |      | 1.62       |                      | 759    | 1834  |
| 19      | A     | Valérie Reggel           | Suíça         | –    | o    | o    | xxo  | xo   | xxx  |      |      |      |      |      |      |      |      |      | 1.62       |                      | 759    | 1735  |
| 20      | A     | Linda Züblin             | Suíça         | o    | xo   | o    | xxo  | xxo  | xxx  |      |      |      |      |      |      |      |      |      | 1.62       | Recorde da temporada | 759    | 1792  |
| 21      | A     | Karolina Tymińska        | Polónia       |      |      |      |      |      |      |      |      |      |      |      |      |      |      |      | DNS        |                      | 0      | DNF   |

### Arremesso de peso
| Posição | Grupo | Atleta                   | Nacionalidade | #1    | #2    | #3    | Resultados | Notas                | Pontos | Total |
| ------- | ----- | ------------------------ | ------------- | ----- | ----- | ----- | ---------- | -------------------- | ------ | ----- |
| 1       | B     | Austra Skujyte           | Lituânia      | 16.03 | 16.31 | 15.91 | 16.31      | Recorde da temporada | 949    | 2870  |
| 2       | B     | Antoinette Nana Djimou   | França        | 15.01 | 14.55 | 16.17 | 16.17      | Recorde pessoal      | 939    | 2892  |
| 3       | B     | Anouk Vetter             | Países Baixos | 14.51 | 15.69 | –     | 15.69      | Recorde pessoal      | 907    | 2891  |
| 4       | B     | Katsiaryna Netsviatayeva | Bielorrússia  | 14.82 | x     | 14.46 | 14.82      |                      | 849    | 2666  |
| 5       | A     | Michelle Zeltner         | Suíça         | 14.38 | 13.69 | 14.49 | 14.49      | Recorde pessoal      | 827    | 2756  |
| 6       | A     | Hanna Kasyanova          | Ucrânia       | 13.63 | 14.12 | x     | 14.12      | Recorde pessoal      | 802    | 2780  |
| 7       | A     | Ivona Dadic              | Áustria       | 10.50 | 13.15 | 14.10 | 14.10      | Recorde pessoal      | 801    | 2745  |
| 8       | B     | Györgyi Zsivoczky-Farkas | Hungria       | 12.30 | 13.96 | 14.02 | 14.02      | Recorde da temporada | 795    | 2767  |
| 9       | B     | Nadine Broersen          | Países Baixos | 14.01 | x     | 14.45 | 14.45      |                      | 824    | 2748  |
| 10      | B     | Xénia Krizsán            | Hungria       | 13.93 | 13.91 | 13.77 | 13.91      | Recorde da temporada | 789    | 2738  |
| 11      | B     | Anna Maiwald             | Alemanha      | 13.12 | 13.73 | 13.51 | 13.73      |                      | 776    | 2650  |
| 12      | B     | Yana Maksimava           | Bielorrússia  | 13.63 | x     | 13.49 | 13.63      |                      | 769    | 2623  |
| 13      | A     | Verena Preiner           | Áustria       | 13.09 | 13.51 | x     | 13.51      |                      | 761    | 2615  |
| 14      | A     | Valérie Reggel           | Suíça         | 12.36 | 13.27 | 12.33 | 13.27      | Recorde da temporada | 745    | 2480  |
| 15      | B     | Morgan Lake              | Grã-Bretanha  | x     | 13.24 | 13.11 | 13.24      | Recorde da temporada | 743    | 2715  |
| 16      | A     | Sofia Ifantidou          | Grécia        | 13.23 | 12.86 | x     | 13.23      | Recorde da temporada | 743    | 2546  |
| 17      | A     | Grit Šadeiko             | Estónia       | 12.77 | 12.65 | 12.56 | 12.77      | Recorde pessoal      | 712    | 2546  |
| 18      | A     | Linda Züblin             | Suíça         | 12.55 | 12.71 | x     | 12.71      |                      | 708    | 2500  |
| 19      | A     | Katerina Cachová         | Chéquia       | x     | 11.84 | 11.82 | 11.84      |                      | 651    | 2485  |
| 20      | A     | Mari Klaup               | Estónia       | 11.70 | 11.38 | 11.79 | 11.79      |                      | 647    | 2526  |

### 200 metros
| Posição | Bateria | Atleta                   | Nacionalidade | Tempo | Notas                | Pontos | Total |
| ------- | ------- | ------------------------ | ------------- | ----- | -------------------- | ------ | ----- |
| 1       | 3       | Anouk Vetter             | Países Baixos | 23.89 |                      | 991    | 3882  |
| 2       | 3       | Ivona Dadic              | Áustria       | 24.11 | Recorde da temporada | 970    | 3715  |
| 3       | 3       | Katerina Cachová         | Chéquia       | 24.30 |                      | 952    | 3437  |
| 4       | 3       | Anna Maiwald             | Alemanha      | 24.38 |                      | 945    | 3595  |
| 5       | 2       | Grit Šadeiko             | Estónia       | 24.57 |                      | 927    | 3473  |
| 6       | 3       | Hanna Kasyanova          | Ucrânia       | 24.63 | Recorde da temporada | 921    | 3701  |
| 7       | 3       | Verena Preiner           | Áustria       | 24.64 |                      | 920    | 3535  |
| 8       | 2       | Michelle Zeltner         | Suíça         | 24.80 |                      | 905    | 3661  |
| 9       | 2       | Antoinette Nana Djimou   | França        | 24.92 |                      | 894    | 3786  |
| 10      | 2       | Valérie Reggel           | Suíça         | 25.02 |                      | 885    | 3365  |
| 11      | 2       | Xénia Krizsán            | Hungria       | 25.05 | Recorde da temporada | 882    | 3620  |
| 12      | 1       | Linda Züblin             | Suíça         | 25.50 |                      | 841    | 3341  |
| 13      | 2       | Nadine Broersen          | Países Baixos | 25.51 |                      | 841    | 3589  |
| 14      | 2       | Katsiaryna Netsviatayeva | Bielorrússia  | 25.61 |                      | 832    | 3498  |
| 15      | 1       | Györgyi Zsivoczky-Farkas | Hungria       | 25.73 |                      | 821    | 3588  |
| 16      | 1       | Sofia Ifantidou          | Grécia        | 26.08 |                      | 790    | 3336  |
| 17      | 1       | Mari Klaup               | Estónia       | 26.18 |                      | 781    | 3307  |
| 18      | 1       | Austra Skujyte           | Lituânia      | 26.69 |                      | 738    | 3608  |
| 19      | 1       | Yana Maksimava           | Bielorrússia  | 26.73 |                      | 734    | 3357  |
| 20      | 1       | Morgan Lake              | Grã-Bretanha  | DNS   |                      | 0      | DNF   |

### Salto em distância
| Posição | Grupo | Atleta                   | Nacionalidade | #1   | #2   | #3   | Resultados | Notas                | Pontos | Total |
| ------- | ----- | ------------------------ | ------------- | ---- | ---- | ---- | ---------- | -------------------- | ------ | ----- |
| 1       | B     | Nadine Broersen          | Países Baixos | x    | 6.40 | r    | 6.40       |                      | 975    | 4564  |
| 2       | B     | Anouk Vetter             | Países Baixos | x    | 6.02 | 6.38 | 6.38       |                      | 969    | 4851  |
| 3       | B     | Ivona Dadic              | Áustria       | 6.11 | 6.32 | r    | 6.32       |                      | 949    | 4664  |
| 4       | B     | Antoinette Nana Djimou   | França        | 6.13 | 6.29 | 6.31 | 6.31       | Recorde da temporada | 946    | 4732  |
| 5       | B     | Katerina Cachová         | Chéquia       | 6.17 | 6.17 | 6.31 | 6.31       | Recorde da temporada | 946    | 4383  |
| 6       | A     | Xénia Krizsán            | Hungria       | 6.13 | x    | 6.00 | 6.13       |                      | 890    | 4510  |
| 7       | A     | Michelle Zeltner         | Suíça         | 6.10 | 5.94 | 6.08 | 6.10       | Recorde pessoal      | 880    | 4541  |
| 8       | B     | Györgyi Zsivoczky-Farkas | Hungria       | 6.06 | 6.04 | x    | 6.06       | Recorde da temporada | 868    | 4456  |
| 9       | A     | Sofia Ifantidou          | Grécia        | 6.04 | x    | 6.01 | 6.04       | Recorde da temporada | 862    | 4198  |
| 10      | B     | Austra Skujytė           | Lituânia      | x    | 5.88 | 6.03 | 6.03       | Recorde da temporada | 859    | 4467  |
| 11      | B     | Linda Züblin             | Suíça         | 5.94 | 5.75 | 5.81 | 5.94       |                      | 831    | 4172  |
| 12      | A     | Anna Maiwald             | Alemanha      | 5.81 | x    | 5.93 | 5.93       | Recorde da temporada | 828    | 4423  |
| 13      | A     | Katsiaryna Netsviatayeva | Bielorrússia  | x    | 5.91 | x    | 5.91       |                      | 822    | 4320  |
| 14      | A     | Verena Preiner           | Áustria       | 5.64 | 5.65 | 5.68 | 5.68       |                      | 753    | 4288  |
| 15      | A     | Yana Maksimava           | Bielorrússia  | 5.65 | 5.66 | 5.50 | 5.66       |                      | 747    | 4104  |
| 16      | B     | Hanna Kasyanova          | Ucrânia       | x    | 5.63 | r    | 5.63       |                      | 738    | 4439  |
| 17      | A     | Valérie Reggel           | Suíça         | 5.12 | 5.47 | 5.44 | 5.47       |                      | 691    | 4056  |
| 18      | A     | Mari Klaup               | Estónia       | x    | x    | 4.16 | 4.16       |                      | 345    | 3652  |
| 19      | B     | Grit Šadeiko             | Estónia       | x    | x    | x    | NM         |                      | 0      | 3473  |

### Lançamento de dardo
| Posição | Grupo | Atleta                   | Nacionalidade | #1    | #2    | #3    | Resultados | Notas                | Pontos | Total |
| ------- | ----- | ------------------------ | ------------- | ----- | ----- | ----- | ---------- | -------------------- | ------ | ----- |
| 1       | B     | Sofia Ifantidou          | Grécia        | 55.62 | 55.28 | 56.36 | 56.36      |                      | 984    | 5182  |
| 2       | B     | Anouk Vetter             | Países Baixos | 49.51 | x     | 55.76 | 55.76      | Recorde pessoal      | 972    | 5823  |
| 3       | B     | Nadine Broersen          | Países Baixos | 52.31 | x     | x     | 52.31      | Recorde da temporada | 905    | 5469  |
| 4       | B     | Antoinette Nana Djimou   | França        | 51.72 | 47.94 | x     | 51.72      | Recorde da temporada | 893    | 5625  |
| 5       | B     | Mari Klaup               | Estónia       | 46.33 | 50.46 | 48.79 | 50.46      |                      | 869    | 4521  |
| 6       | A     | Verena Preiner           | Áustria       | 36.20 | 48.31 | 43.50 | 48.31      | Recorde pessoal      | 827    | 5115  |
| 7       | B     | Ivona Dadic              | Áustria       | 47.92 | 47.40 | 46.29 | 47.92      |                      | 820    | 5484  |
| 8       | A     | Xénia Krizsán            | Hungria       | 47.38 | 43.21 | 45.66 | 47.38      |                      | 809    | 5319  |
| 9       | A     | Katsiaryna Netsviatayeva | Bielorrússia  | x     | x     | 46.36 | 46.36      | Recorde pessoal      | 790    | 5110  |
| 10      | B     | Linda Züblin             | Suíça         | 44.76 | x     | 46.28 | 46.28      |                      | 788    | 4960  |
| 11      | A     | Györgyi Zsivoczky-Farkas | Hungria       | 41.24 | 44.84 | 46.03 | 46.03      |                      | 783    | 5239  |
| 12      | B     | Austra Skujytė           | Lituânia      | 45.75 | x     | x     | 45.75      |                      | 778    | 5245  |
| 13      | A     | Katerina Cachová         | Chéquia       | 39.40 | 43.98 | 44.80 | 44.80      |                      | 760    | 5143  |
| 14      | A     | Yana Maksimava           | Bielorrússia  | 43.04 | 44.35 | 43.03 | 44.35      |                      | 751    | 4855  |
| 15      | A     | Valérie Reggel           | Suíça         | 41.71 | 42.35 | 40.11 | 42.35      |                      | 712    | 4768  |
| 16      | A     | Anna Maiwald             | Alemanha      | 41.87 | 41.85 | x     | 41.87      |                      | 703    | 5126  |
| 17      | A     | Michelle Zeltner         | Suíça         | 35.54 | 30.00 | 33.19 | 35.54      |                      | 582    | 5123  |
| 18      | B     | Hanna Kasyanova          | Ucrânia       |       |       |       | DNS        |                      | 0      | DNF   |
| 18      | B     | Grit Šadeiko             | Estónia       |       |       |       | DNS        |                      | 0      | DNF   |

### 800 metros
| Posição | Bateria | Atleta                   | Nacionalidade | Tempo   | Notas                | Pontos | Total |
| ------- | ------- | ------------------------ | ------------- | ------- | -------------------- | ------ | ----- |
| 1       | 2       | Xénia Krizsán            | Hungria       | 2:11.18 |                      | 947    | 6266  |
| 2       | 1       | Verena Preiner           | Áustria       | 2:12.03 |                      | 935    | 6050  |
| 3       | 2       | Ivona Dadic              | Áustria       | 2:12.83 | Recorde da temporada | 924    | 6408  |
| 4       | 1       | Katsiaryna Netsviatayeva | Bielorrússia  | 2:13.72 |                      | 911    | 6021  |
| 5       | 2       | Katerina Cachová         | Chéquia       | 2:13.91 |                      | 908    | 6051  |
| 6       | 2       | Györgyi Zsivoczky-Farkas | Hungria       | 2:14.14 |                      | 905    | 6144  |
| 7       | 1       | Valérie Reggel           | Suíça         | 2:14.58 |                      | 899    | 5667  |
| 8       | 1       | Anna Maiwald             | Alemanha      | 2:14.92 | Recorde pessoal      | 894    | 6020  |
| 9       | 1       | Michelle Zeltner         | Suíça         | 2:15.38 |                      | 887    | 6010  |
| 10      | 1       | Yana Maksimava           | Bielorrússia  | 2:18.30 |                      | 847    | 5702  |
| 11      | 2       | Sofia Ifantidou          | Grécia        | 2:18.59 |                      | 843    | 6025  |
| 12      | 2       | Antoinette Nana Djimou   | França        | 2:19.33 | Recorde da temporada | 833    | 6458  |
| 13      | 2       | Anouk Vetter             | Países Baixos | 2:21.50 |                      | 803    | 6626  |
| 14      | 1       | Linda Züblin             | Suíça         | DNF     |                      | 0      | 4960  |
| 14      | 2       | Austra Skujytė           | Lituânia      | DNF     |                      | 0      | 5245  |
| 15      |         | Mari Klaup               | Estónia       | DNS     |                      | 0      | DNF   |
| 15      |         | Nadine Broersen          | Países Baixos | DNS     |                      | 0      | DNF   |

## Classificação final
| Posição           | Atleta                   | Nacionalidade | Pontos | Notas                |
| ----------------- | ------------------------ | ------------- | ------ | -------------------- |
| Medalha de ouro   | Anouk Vetter             | Países Baixos | 6626   | Recorde nacional     |
| Medalha de prata  | Antoinette Nana Djimou   | França        | 6458   | Recorde da temporada |
| Medalha de bronze | Ivona Dadic              | Áustria       | 6408   | Recorde nacional     |
| 4                 | Xénia Krizsán            | Hungria       | 6266   |                      |
| 5                 | Györgyi Zsivoczky-Farkas | Hungria       | 6144   |                      |
| 6                 | Katerina Cachová         | Chéquia       | 6051   |                      |
| 7                 | Verena Preiner           | Áustria       | 6050   | Recorde pessoal      |
| 8                 | Sofia Ifantidou          | Grécia        | 6025   | Recorde da temporada |
| 9                 | Katsiaryna Netsviatayeva | Bielorrússia  | 6021   | '                    |
| 10                | Anna Maiwald             | Alemanha      | 6020   | Recorde da temporada |
| 11                | Michelle Zeltner         | Suíça         | 6010   | Recorde pessoal      |
| 12                | Yana Maksimava           | Bielorrússia  | 5702   |                      |
| 13                | Valérie Reggel           | Suíça         | 5667   |                      |
| 14                | Austra Skujyte           | Lituânia      | 5245   |                      |
| 15                | Linda Züblin             | Suíça         | 4960   |                      |
| 16                | Mari Klaup               | Estónia       | DNF    |                      |
| 17                | Nadine Broersen          | Países Baixos | DNF    |                      |
| 18                | Hanna Kasyanova          | Ucrânia       | DNF    |                      |
| 19                | Grit Šadeiko             | Estónia       | DNF    |                      |
| 20                | Morgan Lake              | Grã-Bretanha  | DNF    |                      |
| 21                | Karolina Tymińska        | Polónia       | DNF    |                      |

Legenda
| Recorde mundial       | Recorde mundial (World record)               |                       | Recorde africano                      | Recorde africano (African) |                                           | Q | Classificado por posição (Qualified) |
| Recorde do campeonato | Recorde do campeonato (Championship record)  | Recorde da América    | Recorde da América (Americas)         | q                          | Classificado por melhor tempo (Qualified) |   |                                      |
| Melhor marca do ano   | Melhor marca do ano (World leading)          | Recorde asiático      | Recorde asiático (Asian)              | DNS                        | Não largou (Did not start)                |   |                                      |
| Recorde nacional      | Recorde nacional (National record)           | Recorde europeu       | Recorde europeu (European)            | DNF                        | Não terminou (Did not finish)             |   |                                      |
| Recorde pessoal       | Recorde pessoal do atleta (Personal best)    | Recorde da Oceania    | Recorde da Oceania (Oceania)          | DSQ / DQ                   | Desclassificado (Disqualified)            |   |                                      |
| Recorde da temporada  | Recorde da temporada do atleta (Season best) | Recorde sul-americano | Recorde sul-americano (South America) | NM                         | Sem marca (No mark)                       |   |                                      |